# 3599 Basov
3599 Basov (1978 PB3) là một tiểu hành tinh vành đai chính được phát hiện ngày 8 tháng 8 năm 1978 bởi Chernykh, N. ở Nauchnyj.